# Stressed Out
Stressed Out (englisch für ‚gestresst‘) ist ein Lied der Alternativ-Band Twenty One Pilots und erschien am 28. April 2015. Das Lied ist auf dem Album Blurryface, dem vierten Album der Band, enthalten, das am 15. Mai 2015 veröffentlicht wurde. Das Lied wurde von Tyler Joseph, dem Sänger der Band, geschrieben und von Mike Elizondo produziert.

## Inhalt
Tyler Joseph ist nach Angaben des Billboard Magazines als einziger Songwriter des Liedes genannt. Das Lied handelt von der Sehnsucht nach der Kindheit und dem Druck im Erwachsenenalter. Der Sänger, ebenfalls Tyler Joseph, singt hierbei aus der Sicht von Blurryface, der Titelfigur des gleichnamigen Albums. In der ersten Strophe rappt Tyler Joseph mit klarer Stimme, er wünsche sich, dass seine Songs und seine Stimme besser wären und erzählt davon, dass ihm einst gesagt wurde, seine Ängste und Unsicherheiten würden verschwinden, wenn er erst einmal älter sei. Es folgen weitere, aus seiner Kindheit stammende Vorstellungen, denen er die Entwicklungen, die er als Erwachsener an sich beobachtet, gegenüberstellt, verbunden mit Veränderungswünschen in Bezug auf sein Leben. Immer wieder erklärt der Sänger im Lied, sein Name sei Blurryface, es sei ihm nicht egal, was der Zuhörer von ihm denke und dass er sich wünsche, die Zeit zurückdrehen zu können. Auf die verlorene Kindheit zurückblickend resümiert Tyler Joseph enttäuscht: Now we're stressed out (engl. für Jetzt sind wir gestresst).
Das Lied wurde als intensiv und abwechslungsreich beschrieben. Es vereint mehrere Musikstile.

## Hintergrund

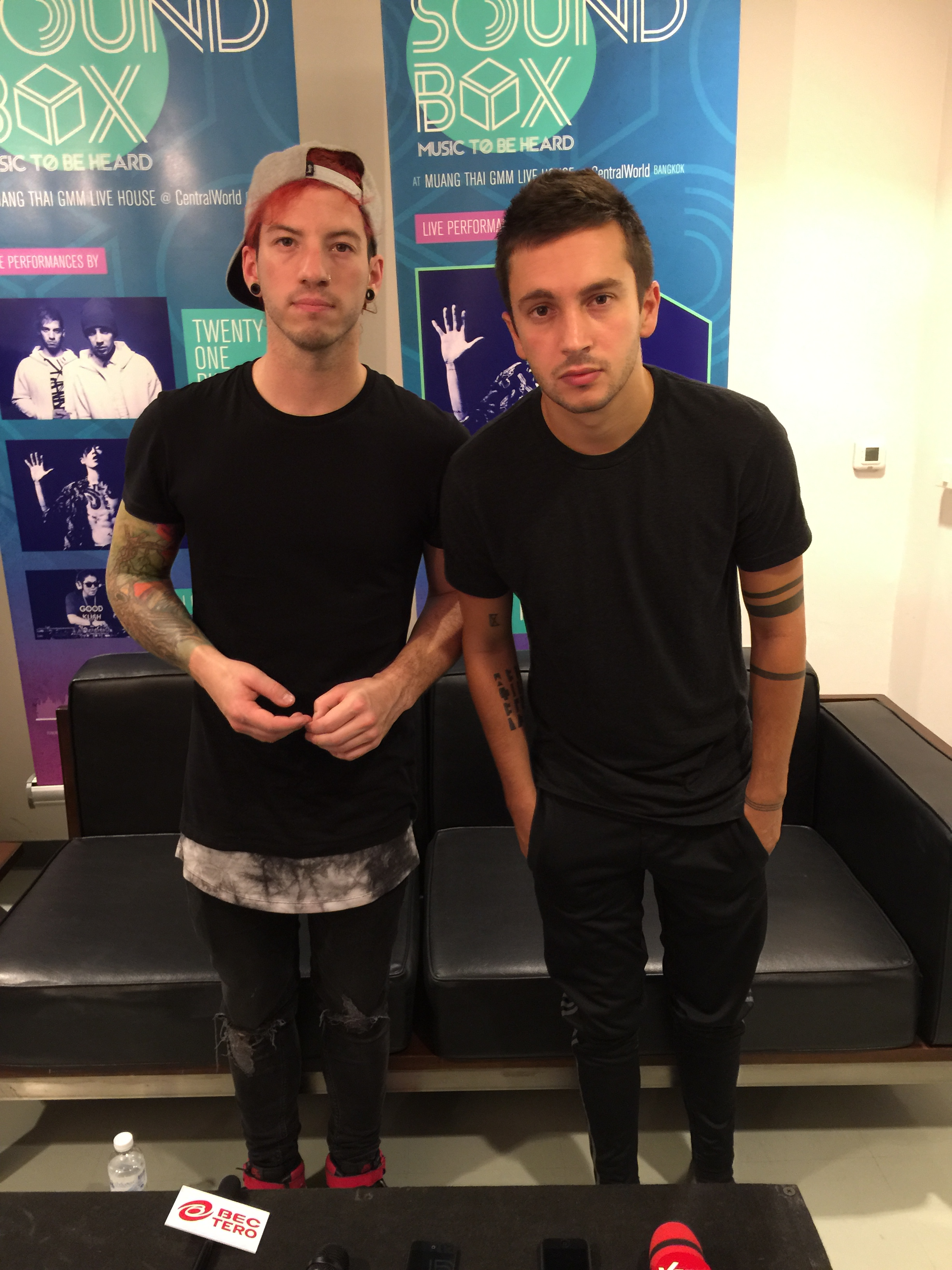
Joshua „Josh“ Dun und Tyler Joseph

Tyler Joseph singt im Lied in zwei verschiedenen Stimmlagen. In der einen Stimmlage beschreibt Tyler Joseph in einem gedanklichen Besuch seine Kindheit, in der anderen Stimmlage spricht er als Blurryface aus der Perspektive eines Erwachsenen. Nostalgische Gedanken und was ihn stresst bringt Tyler Joseph in verschiedenen Passagen des Textes zum Ausdruck:
- “I wish for the ‘good old days”
- “I feel nostalgic for childhood”
- “We can’t go back to childhood because we need to make money and be successful”

Tyler Joseph bringt zum Ausdruck, er hätte in seinem Leben gerne bessere Songs geschrieben und erweitert seine Wünsche: I wish I found some better sounds that no one's ever heard […] I wish I found some chords in an order that is new […] My name is Blurryface and I care what you think. Am Ende der Textzeile, in der sich Tyler Joseph wünscht, neue Akkorde gefunden zu haben, ohne beim Singen immer reimen zu müssen, vermeidet der Sänger bewusst den erwarteten Reim.
Der rätselhafte Titel des Albums wird auch im Lied Stressed Out aufgegriffen, wenn Tyler Joseph im Refrain singt: My name is blurryface and I care what you think. Über die Symbolik hinter dem Namen Blurryface, der mit undeutlich erkennbares Gesicht übersetzt werden kann, sagte Tyler Joseph: Das ist ein Typ, der all das verkörpert, worin ich – aber auch jeder um mich herum – unsicher bin. [...] Wenn ich über Unsicherheiten nachdenke und dass meine Unsicherheiten die Oberhand über mich gewinnen, dann denke ich an ein Gefühl des Erstickens und auch an die Dinge, die ich mit meinen Händen erschaffe. Der Name des Alter Egos des Sängers ist auch ein Ausdruck der Selbstzweifel von Tyler Joseph: Blurryface ist der Typ, den ich versuche zu verstehen – und jeden Tag aufs Neue zu besiegen.

## Veröffentlichung
Das Album Blurryface erschien am 15. Mai 2015 beim Independent-Label Fueled by Ramen. Es handelte sich dabei um das vierte Studioalbum der Band. Der Song Stressed Out selbst war vorab im Rahmen der Vorbestellung des Albums bei iTunes erhältlich und wurde ab 28. April 2015 im Google Play Store und bei Amazon angeboten. Zudem ist das Lied auf der am 20. Mai 2016 veröffentlichten Doppel-CD Best of 2016 – Sommerhits enthalten.

## Musikvideo
Am 27. April 2015, und somit einen Tag vor der Veröffentlichung des Songs, wurde bei Youtube ein 3:38 min langes Musikvideo zum Lied veröffentlicht. Die Regie führte Mark C. Eshleman, der Kreativ-Director der Band. Das Video ist sehr stark mit dem Liedtext verknüpft und illustriert diesen durch die Verwendung von typischen Dingen aus Kindertagen. Der Winkel, mit dem die Kamera in der Regel eine Perspektive aus einer niedrigen Sicht oder auf Augenhöhe zeigt, verstärkt die Sehnsucht nach der Kindheit. Die düstere Beleuchtung im Video, die für einen Graustufeneffekt sorgt, und das nur wenig einladende Wetter unterstreichen das Gefühl von Tyler Joseph, gestresst und unglücklich zu sein.

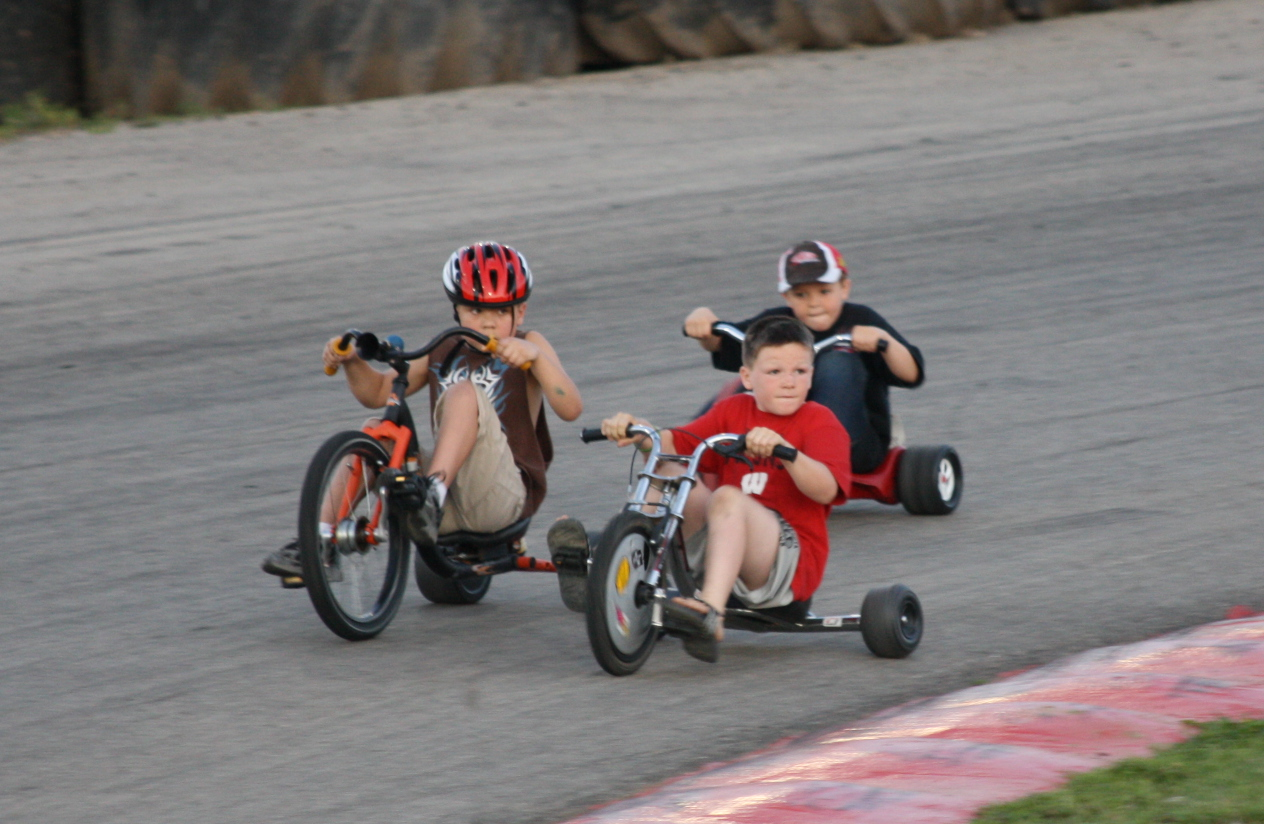
Kinder auf Dreirädern

Das Video beginnt damit, dass der Sänger Tyler Joseph, einen Rucksack tragend, auf einem Dreirad mit überdimensionierten Reifen eine Straße entlangfährt, die sich in einem desolaten Zustand befindet. Hierbei bringt er in seinem Gesang einige Unsicherheiten zum Ausdruck, die er an sich selbst beobachtet hat. Tyler Joseph besucht einen Freund und beginnt nach einem vertraut wirkenden Begrüßungsritual nostalgisch zu werden und seine Kindheit zu besingen. Später fahren beide gemeinsam mit ihren Dreirädern auf der Straße. Zu einem späteren Zeitpunkt werden Tyler Joseph und Josh Dun schlafend gezeigt, wobei sie von mehreren dunkel gekleideten Menschen beobachtet werden. Am Ende des Videos erklärt der Sänger mit tiefer Stimme, dass er Geld verdienen muss. Er ist wieder Blurryface geworden.
Tyler Joseph und Josh Dun suchen im Video Orte auf, die sie aus ihrer Kindheit kennen, darunter ihre alten Schlafzimmer. Ein großer Teil des Videos wurde im Elternhaus von Dun und auf zwei Straßen in einem Vorort von Columbus, Ohio gefilmt, wo die beiden Bandmitglieder aufwuchsen. Duns Eltern sahen sich nach der Veröffentlichung des Videos gezwungen, ihre Telefonnummer zu ändern, und sein Elternhaus entwickelte sich zu einer Pilgerstätte für Fans der Twenty One Pilots. Die spezielle Begrüßung der beiden im Video basiert nach Angaben von Tyler Joseph auf einem alten, geheimen Handschlag, den die beiden Musiker früher einmal einstudiert hatten. Bei den dunkel gekleideten Menschen, die gegen Ende des Videos zu sehen sind, handelt es sich um die Schwestern, die Väter, die Mütter und die Brüder von Tyler Joseph und Josh Dun.
Die schwarze Farbe, die der Sänger im Video am Hals und an den Händen trägt, soll nach Aussage von Tyler Joseph die Figur Blurryface repräsentieren und hierbei die Unsicherheit zum Ausdruck bringen, von der Joseph im Liedtext erzählt und die er besonders dann verspürt, wenn er nicht weiß, was er mit seinen Händen tun soll. Das Video wurde im Rahmen der Alternative Press Music Awards 2016 in der Kategorie Bestes Musikvideo und im Rahmen der Kids’ Choice Awards 2017 in der Kategorie Favorite Music Video nominiert.

## Rezeption

### Kritiken
Fiete Oberkalkofen von 1 Live  erkennt im Lied einen starken und aufdringlichen Sound, der zwischen Ruhe und Ausbruch kämpfe und beschreibt darüber hinaus: Gesang und Rap harmoniert hier ohne jegliches Hindernis. Elektronische Spielereien werden fein arrangiert eingebaut und man muss sich beim Hören immer wieder vor Augen halten, dass Twenty One Pilots aus nur zwei Personen besteht. Selten hat man so einen druckvollen Sound von einem Duo gehört.
Rachel Campbell von PPCORN erkennt in dem Lied eine zum Nachdenken anregende, beruhigende Melodie und einen expansiven Sound, der von einem diversifizierten Text begleitet werde, der gut die Ängste und die Verdrossenheit Erwachsener zum Ausdruck bringe, wodurch das Duo mehr als durchschnittliche Künstler abdecke.
Im Rahmen der Grammy Awards 2017 wurden Twenty One Pilots mit Stressed Out für die Präsentation des Songs als Beste Popdarbietung eines Duos / einer Gruppe ausgezeichnet und das Lied als Single des Jahres nominiert.
Bei den iHeartRadio Music Awards 2016/17 wurde Stressed Out als Song of the Year nominiert, während die Twenty One Pilots selbst als bestes Duo und zwei weitere ihrer Songs ebenfalls Nominierungen erhielten.

### Chartplatzierungen
Stressed Out erreichte Platz 2 der Billboard Hot 100, und in den Charts für Alternative Songs, Hot Rock Songs, Adult Pop Songs und Pop Songs erreichte das Lied Platz 1. Im März 2016 erreichte das Lied Platz 1 der Pop-Songs-Radio-Airplay-Charts. Der Song landete in Deutschland auf Platz 8 und in den USA auf Platz 5 der Singlecharts des Jahres 2016.
In Kanada und Tschechien erreichte das Lied Platz 1 der Single-Charts.
| ChartsChartplatzierungen       | Höchstplatzierung | Wochen |
| ------------------------------ | ----------------- | ------ |
| Deutschland (GfK)              | 3 (46 Wo.)        | 46     |
| Österreich (Ö3)                | 2 (39 Wo.)        | 39     |
| Schweiz (IFPI)                 | 2 (60 Wo.)        | 60     |
| Vereinigte Staaten (Billboard) | 2 (52 Wo.)        | 52     |
| Vereinigtes Königreich (OCC)   | 12 (47 Wo.)       | 47     |

| ChartsJahrescharts (2016)      | Platzierung |
| ------------------------------ | ----------- |
| Deutschland (GfK)              | 8           |
| Österreich (Ö3)                | 5           |
| Schweiz (IFPI)                 | 4           |
| Vereinigte Staaten (Billboard) | 5           |
| Vereinigtes Königreich (OCC)   | 31          |

| ChartsJahrescharts (2010–2019) | Platzierung |
| ------------------------------ | ----------- |
| Österreich (Ö3)                | 74          |

### Auszeichnungen für Musikverkäufe
In den USA erhielt Stressed Out auf Grundlage der Musikverkäufe acht Platin-Auszeichnungen. Die Band Twenty One Pilots hatte mit der Single hierbei erstmals Platin-Status erreicht.
In Australien erreichte die Single fünffach Platin-Status. In Deutschland erhielt Stressed Out im November 2021 eine Diamantene Schallplatte für eine Million verkaufte Einheiten, damit zählt das Lied zu den meistverkauften Singles des Landes.
| Land/Region                  | Auszeichnungen für Musikverkäufe (Land/Region, Auszeichnung, Verkäufe) | Verkäufe   |
| ---------------------------- | ---------------------------------------------------------------------- | ---------- |
| Australien (ARIA)            | 6× Platin                                                              | 420.000    |
| Belgien (BRMA)               | 2× Platin                                                              | 60.000     |
| Dänemark (IFPI)              | 2× Platin                                                              | 180.000    |
| Deutschland (BVMI)           | Diamant                                                                | 1.000.000  |
| Finnland (IFPI)              | Platin                                                                 | 40.000     |
| Frankreich (SNEP)            | Diamant                                                                | 233.333    |
| Italien (FIMI)               | 5× Platin                                                              | 250.000    |
| Kanada (MC)                  | Diamant                                                                | 800.000    |
| Mexiko (AMPROFON)            | Gold                                                                   | 30.000     |
| Neuseeland (RMNZ)            | 6× Platin                                                              | 180.000    |
| Niederlande (NVPI)           | Diamant                                                                | 200.000    |
| Norwegen (IFPI)              | 3× Platin                                                              | 120.000    |
| Österreich (IFPI)            | 2× Platin                                                              | 60.000     |
| Polen (ZPAV)                 | 2× Diamant                                                             | 200.000    |
| Portugal (AFP)               | 4× Platin                                                              | 40.000     |
| Schweden (IFPI)              | 4× Platin                                                              | 160.000    |
| Schweiz (IFPI)               | 2× Platin                                                              | 60.000     |
| Spanien (Promusicae)         | 3× Platin                                                              | 180.000    |
| Vereinigte Staaten (RIAA)    | 13× Platin                                                             | 13.000.000 |
| Vereinigtes Königreich (BPI) | 3× Platin                                                              | 1.800.000  |
| Insgesamt                    | 1× Gold · 47× Platin · 7× Diamant ·                                    | 19.173.333 |

Hauptartikel: Twenty One Pilots/Auszeichnungen für Musikverkäufe